# Louis Gauchat
Louis Gauchat (Les Brenets, 12 gennaio 1866 – Obervaz, 22 agosto 1942) è stato un linguista e filologo svizzero.

## Biografia
Studiò all'Università di Zurigo sotto la guida di Heinrich Morf e a Parigi come allievo di Gaston Paris, conseguendo il suo dottorato nel 1890 con la tesi Le patois de Dompierre. In seguito lavorò come docente a Berna (1893-96) e Zurigo (1897-1902), e nel 1902 fu nominato professore di filologia romanza presso l'Università di Berna. Nel 1907 succedette a Jakob Ulrich all'Università di Zurigo, dove insegnò fino al 1931. Nel 1909, con Albert Bachmann, fondò gli archivi dei fonogrammi all'università. Nel 1926-28 fu rettore accademico.
Nel 1899 fondò il Glossaire des patois de la Suisse Romande (Glossario dei dialetti della Svizzera francese), insieme a Jules Jeanjaquet e Ernest Tappolet. Il primo numero del glossario fu pubblicato nel 1924.
Morì a Lenzerheide, frazione di Obervaz.

## Opere
- Le patois de Dompierre, Halle sur Saale: E. Karras, impr., 1891 (tesi).
- Etude sur le ranz des vaches fribourgeois, Zürich: Zürcher und Furrer, 1899.
- L’unité phonétique dans le patois d’une commune, in: Aus romanischen Sprachen und Literaturen. Festschrift Heinrich Morf, Halle and d. Saale 1905, Nachdruck Genève 1980, S. 175–232.
- Grammaire et lexicographie des patois de la Suisse romande: Bibliographie analytique, Neuchâtel 1916
- Les noms de lieux et de personnes de la Suisse romande: Bibliographie analytique, Neuchâtel 1919
- Glossaire des patois de la Suisse romande fondé par Louis Gauchat, Jules Jeanjaquet, Ernst Tappolet, Neuchâtel 1924 ff.